# ديك دوران
ديك دوران (بالإنجليزية: Dick Doran)‏ هو كاتب أمريكي، ولد في 1935، وتوفي في 2007.